# Список глав государств в 218 году
Список глав государств в 217 году — 218 год — Список глав государств в 219 году — Список глав государств по годам

## Африка
- Мероитское царство (Куш) — Ариесбехе, царь (209 — 228)

## Азия
- Армения Великая — Тиридат II, царь (217 — 252)
- Дханьявади — Тюрия Дипати, царь[англ.] (198 — 245)
- Западные Кшатрапы — Рудрасана I, махакшатрап (200 — 222)
- Иберия — Ваче, царь (216 — 234)
- Китай (Династия Восточная Хань):
  - Сянь-ди (Лю Се), император (189 — 220)
  - Цао Цао, регент (197 — 220)
- Корея (Период Трех государств):
  - Конфедерация Кая — Кодын, ван (199 — 259)
  - Когурё — Сансан, тхэван (197 — 227)
  - Пэкче — Кусу, король (214 — 234)
  - Силла — Нэхэ, исагым (196 — 230)
- Кушанское царство — Васудэва I, великий император (191 — 226)
- Осроена — Ману IX, царь (216 — 242)
- Паган — Пьюсоти, король[англ.] (167 — 242)
- Парфия:
  - Вологез V, шах (208 — 223)
  - Артабан V, шах (216 — 224)
- Сатавахана — Пулумави III, махараджа (216 — 224)
- Чера — Янаикат-сей Мантаран Черал, царь (201 — 241)
- Япония — Дзингу Кого, регент (201 — 269)

## Европа
- Боспорское царство — Рескупорид III, царь (210 — 228)
- Ирландия — Лугайд мак Кон, верховный король (195 — 225)
- Римская империя:
  - Макрин, римский император (217 — 218)
  - Гелиогабал, римский император (218 — 222)
  - Макрин, консул (218)
  - Марк Оклатиний Адвент, консул (218)

## Галерея
- Гелиогабал 
 218—220 
 Император Римской империи
- Цао Цао 
 197—220 
 Фактический правитель империи Восточная Хань
- Дзингу 
 201—269 
 Императрица Японии